# La viuda de Montiel
La viuda de Montiel es una película dramática, coproducida por Colombia, Cuba, México y Venezuela en 1979, y dirigida por el chileno Miguel Littín, basada en la obra literaria de Gabriel García Márquez. Fue exhibida en la edición n.º 30 del Festival Internacional de Cine de Berlín en 1980.

## Sinopsis
Una mujer viaja en un tren acompañada de su única hija. Mientras transcurre su viaje, la mujer va recordando los momentos que marcaron la vida de su fallecido hijo y que lo llevaron a ese trágico final.

## Reparto
- Geraldine Chaplin - Adelaida
- Nelson Villagra - Chepe
- Katy Jurado - Mamá Grande
- Eduardo Gil
- Gilberto Bustamante - Pepe (niño)
- Cristina Fernández - Adelaidita
- Verónica Fernández - Isabelita
- Pilar Romero - Hilaria
- Ernesto Gómez Cruz - Carmichael
- Reynaldo Miravalles
- Alejandro Parodi - Alacaide
- Ignacio Retes
- Jorge Fegán
- Emilia Rojas